# Liga ACT
La liga de la ACT o Eusko Label Liga es la liga española de remo creada por la Asociación de Clubes de Traineras (ACT) como primera división del remo en el Cantábrico y Atlántico. La Liga de la ACT nació el 2 de julio de 2003 tras el acuerdo alcanzado por los gobiernos de las comunidades autónomas de Asturias, Cantabria, Galicia y el País Vasco, para apoyar e impulsar una disciplina deportiva que forma parte de la historia de los pueblos del norte de España. En el año 2006, tras un acuerdo de patrocinio con la empresa Mahou-San Miguel, la Liga de la ACT cambió su nombre por el de Liga San Miguel. En 2017 volvió a cambiar de denominación a Eusko Label Liga. 
Es la primera división del remo de banco fijo; por debajo se encuentran la Liga ARC en la que compiten clubes cántabros, vascos (incluidos vasco-franceses) y la Liga Gallega o Liga Noroeste en la que compiten clubes asturianos y gallegos. La penúltima clasificada de las 12 que disputan la Eusko Label Liga disputa el play-off contra las dos mejores clasificadas de la Liga ARC y de la Liga Gallega. Las dos traineras que mejor queden en el Play Off mantendrán o subirán de categoría, mientras que la trainera clasificada en el último puesto desciende directamente.

## Historia
Es en el mes de julio de 2003 cuando se inicia la Competición de la Asociación, se denominó la Liga de la ACT. Más tarde, con la entrada del patrocinio de San Miguel cogió el nombre deLiga San Miguel y actualmente se llama Eusko Label Liga, que tiene por objetivos: 
- Hacer de la Liga una competición de alto nivel amateur, gestionada profesionalmente, en la que participen los doce mejores equipos pertenecientes al área geográfica.
- Conseguir incrementar notoriamente el número de seguidores, potenciando la atención y cobertura que los medios de comunicación prestaban anteriormente.
- Diseñar la competición en formato de Liga Regular, para que resultase más atractiva y comprensible para todos.
- Garantizar su estabilidad en el tiempo, mediante una fase de ascenso y descenso con clubes provenientes de las Ligas Federativas.
- Posicionar la liga de remo como un producto deportivo moderno, sólido y de calidad, que fomente la práctica del remo, y que en verano ofrezca la posibilidad de disfrutar de un deporte-espectáculo en un amplio ámbito geográfico y en un entorno incomparable como es la costa de la cornisa cántabro-atlántica.

El 28 de septiembre de 2003 finalizó la primera Liga de la ACT. La unanimidad de comentarios acerca del éxito de la competición, realizados, tanto por los medios de comunicación como por los aficionados y seguidores, animó a su continuación, para que, temporada tras temporada, esta bella disciplina deportiva se convirtiese en un referente para los futuros jóvenes deportistas, así como para todas aquellas entidades que entendiesen que el deporte es una vía atractiva para poder aplicar su política de Marketing y Publicidad. 
En cuanto a la temporada deportiva, Astillero protagonizó una de las mejores actuaciones de toda la historia, ganando la I Liga de la ACT y obteniendo un total de 10 banderas. 
Durante la III edición se instaura la Corona ACT como trofeo al ganador. Esta temporada estuvo plagada de polémica por temas extradeportivos en torno a la SDR Astillero y se saldó con la exclusión del campeón de ese año para las siguientes ediciones.
A partir de la IV edición esta competición pasa a denominarse Liga San Miguel. A partir de la VI edición la Corona Act pasa a llamarse Corona Caja Madrid. Además este año se instaura el maillot verde para el mejor patrón.

### Política de cantera
Para evitar la fuga masiva de remeros a clubes con alto poder económico y con objeto de potenciar la cantera se establece un cupo de mínimo 7 remeros propios, entendiéndose como propios aquellos que han estado 3 años o más años en un mismo club o donde tienen su primera ficha.
De los 7 remeros propios 3 deberán ser canteranos (primera ficha con el club).
Se podrán alinear tan sólo 6 remeros propios en el caso de que se incluyan 4 canteranos y si se alinean 5 canteranos el resto de la tripulación podrá estar formada por remeros no-propios

## Equipos participantes en la Liga de la ACT (2003-2025)
24 clubes (25 si se considera Castreña como un club diferente a Castro) han competido en las diferentes ediciones de las Ligas organizadas por la ACT a lo largo de su existencia. Los únicos dos clubes que se han mantenido a lo largo de toda su historia en la Liga ACT son Urdaibai y Hondarribia.
Por territorios las dos provincias vascas de Guipúzcoa y Vizcaya han tenido 7 clubes cada una de la máxima categoría. 5 equipos cántabros (6 si se contabiliza Castreña) han participado en la categoría; 3 equipos de la Provincia de Pontevedra y 2 de la Provincia de La Coruña han competido también en las competiciones organizadas por la ACT. Hasta el momento ningún equipo de Asturias o del País Vasco Francés, territorios que cuentan con clubes en las ligas de remo por debajo de la ACT, han logrado ascender hasta la máxima categoría.
| Nombre actual               | Club                                                                             | Nombre de la trainera                                                                              | Municipio        | Provincia  | Temporadas                 | Títulos                              | Subcampeonatos                   | 3º puestos               | Banderas |
| Bermeo Urdaibai             | Urdaibai Arraun Elkartea                                                         | "Bou Bizkaia"                                                                                      | Bermeo           | Vizcaya    | 23 (2003-25)               | 10 (2004,07,08,10,16,17,18,22,23,24) | 3 (2011,13,15)                   | 2 (2012,20)              | 102      |
| Orsa Hondarribia            | Hondarribia Arraun Elkartea                                                      | "Ama Guadalupekoa"                                                                                 | Fuenterrabía     | Guipúzcoa  | 23 (2003-25)               | 3 (2006,14,15)                       | 9 (2005,12,16,17,18,19,20,21,22) | 5 (2004,07,09,11,23,)    | 92       |
| Kaiku                       | Sociedad Deportiva de Remo Kaiku                                                 | “Bizkaitarra"                                                                                      | Sestao           | Vizcaya    | 14 (2009-20, 2022-25)      | 3 (2011,12,13)                       | 0                                | 2 (2014,16)              | 33       |
| Itsasoko Ama-Viuda de Sainz | Club de Remo Itsasoko Ama                                                        | "Sotera"                                                                                           | Santurce         | Vizcaya    | 6 (2018-23)                | 2 (2020, 21)                         | 0                                | 1 (2019)                 | 16       |
| SD Remo Astillero           | Sociedad Deportiva de Remo Astillero                                             | “San José XII" (2003)/ "San José XIII" (2004-05)/ "San José XIV" (2010-14) / "San José XV" (2014-) | El Astillero     | Cantabria  | 12 (2003-05/ 2010-17,19)   | 2 (2003,05)                          | 1 (2004)                         | 0                        | 28       |
| Orio Orialki                | Club de Remo Olímpico Orio Arraunketa Elkartea                                   | "Txiki" (2003-06) / "San Nikolas" (2007) / "Mirotza" (2008-13) / "San Nikolas" (2013-)             | Orio             | Guipúzcoa  | 22 (2003-11 /2013-25)      | 1 (2019)                             | 3 (2007,10,14)                   | 6 (2006,08,13,15,17, 21) | 48       |
| SDR Castro / SDR Castreña   | Sociedad Deportiva de Remo Castro Urdiales / Sociedad Deportiva de Remo Castreña | "La Marinera"                                                                                      | Castro-Urdiales  | Cantabria  | 11 (2003-13)               | 1 (2009)                             | 2 (2006,08)                      | 1 (2005)                 | 31       |
| San Pedro-Zubieder          | Sanpedrotarra Arraun Elkartea                                                    | "Libia"                                                                                            | Pasajes          | Guipúzcoa  | 14 (2007-19, 2024)         | 0                                    | 1 (2009)                         | 0                        | 2        |
| CR Mecos                    | Club de Remo Mecos                                                               | "Mequiña"                                                                                          | El Grove         | Pontevedra | 5 (2003-07)                | 0                                    | 1 (2003)                         | 0                        | 2        |
| San Juan CMO Valves         | Pasai Donibane Koxtape Arraun Elkartea                                           | "Erreka" (2003-2006) "San Juan" (2010-12)                                                          | Pasajes          | Guipúzcoa  | 13 (2003-06/ 2010-18/2025) | 0                                    | 0                                | 2 (2003,10)              | 2        |
| Zierbena Bahías de Bizkaia  | Club de Remo Zierbena-Zierbenako Arraun Kirol Elkartea                           | "Zierbena”                                                                                         | Ciérvana         | Vizcaya    | 13 (2012 /2014-25)         | 0                                    | 2 (2023,24)                      | 1 (2018)                 | 14       |
| Naiz Homes Donostiarra      | Kaiarriba-Donostiarra                                                            | "Torrekua II"                                                                                      | San Sebastián    | Guipúzcoa  | 8 (2018-25)                | 0                                    | 0                                | 2 (2022,24)              | 9        |
| SD Tirán Pereira            | Sociedad Deportiva Tirán                                                         | "Pereira"                                                                                          | Moaña            | Pontevedra | 14 (2003-04/ 2008-18,2021) | 0                                    | 0                                | 0                        | 4        |
| SD Remo Pedreña             | Sociedad Deportiva de Remo Pedreña                                               | "María" (2003-07)"Marina de Cudeyo" (2008-09) "Seve Ballesteros" (2010-12)                         | Marina de Cudeyo | Cantabria  | 12 (2003-14)               | 0                                    | 0                                | 0                        | 3        |
| CR Cabo da Cruz             | Club de Remo Cabo de Cruz                                                        | "Cabo da Cruz"                                                                                     | Boiro            | La Coruña  | 17 (2003-08 /2014-25)      | 0                                    | 0                                | 0                        | 2        |
| Ondarroa Kide               | Ondarroa Arraun Elkartea                                                         | "Antiguako Ama"                                                                                    | Ondárroa         | Vizcaya    | 9 (2017-25)                | 0                                    | 0                                | 0                        | 2        |
| Zarautz Gesalaga-Okelan     | Zarauzko Arraun Elkartea                                                         | "Enbata"                                                                                           | Zarauz           | Guipúzcoa  | 9 (2003/ 2006-10, 2021-22) | 0                                    | 0                                | 0                        | 1        |
| Sukia-Zumaia                | Aita Mari Arraun Elkartea                                                        | "Telmo Deun"                                                                                       | Zumaya           | Guipúzcoa  | 9 (2006-13/ 2016)          | 0                                    | 0                                | 0                        | 0        |
| Portugalete                 | Club de Remo San Nicolás Arraun Taldea                                           | “Jarrillera”                                                                                       | Portugalete      | Vizcaya    | 5 (2012-16)                | 0                                    | 0                                | 0                        | 0        |
| Arkote-Occident             | Arkote Arraun Taldea                                                             | "Plentzitarra"                                                                                     | Plencia          | Vizcaya    | 5 (2005-09)                | 0                                    | 0                                | 0                        | 0        |
| Lekittara Elecnor           | Isuntza Arraun Elkartea                                                          | "Isuntza"                                                                                          | Lequeitio        | Vizcaya    | 10 (2003-05,19-25)         | 0                                    | 0                                | 0                        | 0        |
| Laredo                      | Laredo Remo Club                                                                 | "La Pejinuca"                                                                                      | Laredo           | Cantabria  | 3 (2006-08)                | 0                                    | 0                                | 0                        | 0        |
| SD Samertolameu Oversea     | Sociedad Deportiva Samertolameu                                                  | “Meira Mar”                                                                                        | Moaña            | Pontevedra | 3 (2009,15,2023)           | 0                                    | 0                                | 0                        | 0        |
| Trintxerpe                  | Club Atlético Illunbe                                                            | "Ilunbe"                                                                                           | Pasajes          | Guipúzcoa  | 2 (2004-05)                | 0                                    | 0                                | 0                        | 0        |
| Club de Remo de Ares        | Club de Remo Ares                                                                | "Santa Olalla"                                                                                     | Ares             | La Coruña  | 5 (2017,2020-22,2025)      | 0                                    | 0                                | 0                        | 0        |
| Getaria                     | Getariako Arraun Elkartea                                                        | "Esperantza"                                                                                       | Guetaria         | Guipúzcoa  | 4 (2022-25)                | 0                                    | 0                                | 0                        | 1        |
| CR Valle de Camargo         | Club de Remo Valle de Camargo                                                    | “Virgen del Carmen”                                                                                | Camargo          | Cantabria  | 1 (2011)                   | 0                                    | 0                                | 0                        | 0        |
| Bueu-Simei                  | Club de Mar Bueu                                                                 | "Maruxia"                                                                                          | Bueu             | Pontevedra | 1 (2024)                   | 0                                    | 0                                | 0                        | 0        |

## Palmarés
| Edición | Año  | Ganador     | Segundo     | Tercero     |
| ------- | ---- | ----------- | ----------- | ----------- |
| I       | 2003 | Astillero   | Mecos       | San Juan    |
| II      | 2004 | Urdaibai    | Astillero   | Hondarribia |
| III     | 2005 | Astillero   | Hondarribia | Castro      |
| IV      | 2006 | Hondarribia | Castro      | Orio        |
| V       | 2007 | Urdaibai    | Orio        | Hondarribia |
| VI      | 2008 | Urdaibai    | Castro      | Orio        |
| VII     | 2009 | Castro      | San Pedro   | Hondarribia |
| VIII    | 2010 | Urdaibai    | Orio        | San Juan    |
| IX      | 2011 | Kaiku       | Urdaibai    | Hondarribia |
| X       | 2012 | Kaiku       | Hondarribia | Urdaibai    |
| XI      | 2013 | Kaiku       | Urdaibai    | Orio        |
| XII     | 2014 | Hondarribia | Orio        | Kaiku       |
| XIII    | 2015 | Hondarribia | Urdaibai    | Orio        |
| XIV     | 2016 | Urdaibai    | Hondarribia | Kaiku       |
| XV      | 2017 | Urdaibai    | Hondarribia | Orio        |
| XVI     | 2018 | Urdaibai    | Hondarribia | Ciérvana    |
| XVII    | 2019 | Orio        | Hondarribia | Santurce    |
| XVIII   | 2020 | Santurce    | Hondarribia | Urdaibai    |
| XIX     | 2021 | Santurce    | Hondarribia | Orio        |
| XX      | 2022 | Urdaibai    | Hondarribia | Donostia    |
| XXI     | 2023 | Urdaibai    | Ciérvana    | Hondarribia |
| XXII    | 2024 | Urdaibai    | Ciérvana    | Donostia    |

## Resumen

### Clubes con más títulos
| N.º | Club            | Títulos | Años                                                       |
| --- | --------------- | ------- | ---------------------------------------------------------- |
| 1   | Urdaibai        | 10      | 2004, 2007, 2008, 2010, 2016, 2017, 2018, 2022, 2023, 2024 |
| 2   | Hondarribia     | 3       | 2006, 2014, 2015                                           |
| 2   | Kaiku           | 3       | 2011, 2012, 2013                                           |
| 4   | Astillero       | 2       | 2003, 2005                                                 |
| 4   | Santurce        | 2       | 2020, 2021                                                 |
| 6   | Castro Urdiales | 1       | 2009                                                       |
| 6   | Orio            | 1       | 2019                                                       |

### Ascensos y descensos
| Edición | Año  | Ascenso                    | Descenso                           |
| ------- | ---- | -------------------------- | ---------------------------------- |
| I       | 2003 | Trintxerpe                 | Zarauz                             |
| II      | 2004 | Arkote                     | Tirán                              |
| III     | 2005 | Laredo / Zarauz / Zumaya   | Trintxerpe / Lequeitio / Astillero |
| IV      | 2006 | San Pedro                  | Pasai Donibane                     |
| V       | 2007 | Tirán                      | Mecos                              |
| VI      | 2008 | Kaiku / Samertolameu       | Laredo / Cabo da Cruz              |
| VII     | 2009 | Astillero / Pasai Donibane | Arkote / Samertolameu              |
| VIII    | 2010 | Camargo                    | Zarauz                             |
| IX      | 2011 | Ciérvana / Portugalete     | Orio / Camargo                     |
| X       | 2012 | Orio                       | Ciérvana                           |
| XI      | 2013 | Cabo de Cruz / Ciérvana    | Castreña / Zumaia                  |
| XII     | 2014 | Samertolameu               | Pedreña                            |
| XIII    | 2015 | Zumaia                     | Samertolameu                       |
| XIV     | 2016 | Ondarroa / Ares            | Zumaia / Portugalete               |
| XV      | 2017 | Donostiarra / Santurce     | Astillero / Ares                   |
| XVI     | 2018 | Lequeitio / Astillero      | Tirán / Pasai Donibane             |
| XVII    | 2019 | Ares / Zarautz             | Astillero / San Pedro              |
| XVIII   | 2020 | Tirán                      | Kaiku                              |
| XIX     | 2021 | Getaria / Kaiku            | Tirán / Zarautz                    |
| XX      | 2022 | Samertolameu               | Ares                               |
| XXI     | 2023 | San Pedro / Bueu           | Samertolameu / Santurce            |
| XXII    | 2024 | Pasai Donibane / Ares      | Bueu / San Pedro                   |